# Лапта (фільм)
«Лапта» — радянський короткометражний художній фільм 1988 року, знятий режисером Миколою Конюшевим на ТО «Екран».

## Сюжет
Фільм про те, як батьки намагаються навчити своїх дітей грати в лапту — гру свого дитинства.

## У ролях
- Михайло Жигалов — Іван Самохін
- Володимир Сичов — Вітька, син Самохіна
- Сергій Никоненко — Сергій
- Леонід Дьячков — П'ятницький, доцент
- Віктор Павлов — Бобров
- Борислав Брондуков — Карась, батько дівчинки
- Володимир Землянікін — Шустов
- Валентина Тализіна — дружина Самохіна
- Петро Вельямінов — Махорін, чиновник
- Володимир Ніколенко — інспектор
- К. Саксонський — епізод
- А. Снєткова — епізод
- Т. Мордвинцева — епізод
- Сергій Потапкін — епізод
- Денис Філімонов — син гравця в ногу
- Валентин Буров — гравець у лапту з іншого двору
- Віталій Єдинінсков — епізод
- Віктор Філіппов — гравець у лапту з іншого двору
- Юрій Сорокін — гравець у лапту з іншого двору
- Микола Гаєвський — епізод
- Валерій Бєляков — гравець у лапту з іншого двору
- Юрій Гусєв — учасник наради

## Знімальна група
- Режисер — Микола Конюшев
- Сценарист — Іван Кіасашвілі
- Оператор — Володимир Брусін
- Композитор — Георгій Гаранян
- Художник — Валентина Брусіна